# Фёдоров, Леонид Валентинович
Леони́д Валенти́нович Фёдоров (род. 8 января 1963, Ленинград) — российский рок-музыкант, композитор, певец, продюсер, лидер группы «АукцЫон».

## Творческая биография
Уроженец Ленинграда, Леонид Фёдоров как музыкант сделал свои первые шаги в 1970-х годах в составах начинающих любительских рок-групп. Первые попытки создать музыкальный коллектив Леонид Фёдоров, по его словам, предпринял в четырнадцать лет. Ансамбль состоял из его одноклассников, репетировавших в квартире Леонида. Одно из первых выступлений было в школе Фёдорова, где они играли на одном из выпускных балов; по его словам, голос у него сел до начала второй части программы, и программу доигрывали выпускники.
Осенью 1978 года собрал группу: Леонид Фёдоров (гитара), Дмитрий Зайченко (бас) и Алексей Вихрев (барабаны). Через два года их ряды пополнили ещё два школьных приятеля Леонида: Михаил Малов (гитара, вокал) и Виктор Бондарик (бас-гитара); Зайченко переключился на орган. Тогда же к ним присоединился Сергей «Скво» Скворцов в качестве звукооператора и осветителя. Группа называлась «Фаэтон» и выступала в основном на школьных вечерах.

### АукцЫон
В мае 1983 года «Фаэтон» был переименован в «Аукцион», ещё позднее — в «АукцЫон», где за Леонидом с самого начала закрепилась роль музыкального руководителя и главного композитора группы, а в дальнейшем и ведущего вокалиста. Выполняя важную роль в формировании творческого облика группы, Леонид неизменно держался в тени как на сцене, так и вне её, избегая излишней популярности и публичности.
Творческое становление «АукцЫона» пришлось на середину 1980-х: тогда советский рок вышел на авансцену культурной жизни в стране, вызывал интерес в мире. В короткие сроки «АукцЫон» завоевал славу одного из интереснейших отечественных рок-коллективов с безошибочно узнаваемым сценическим образом и уникальным музыкальным стилем. В 1989 году «АукцЫон», наряду с другими ведущими советскими рок-группами — «Кино» и «Звуки Му», — был приглашён с концертами во Францию, где группа одной из первых в стране записала компакт-диск.
В годы экономического кризиса в России «АукцЫон», дороживший своей творческой независимостью, вёл активную гастрольную деятельность за рубежом. В активе группы — свыше 200 выступлений в странах Европы и Северной Америки. В 1992 году началось их многолетнее сотрудничество с поэтом, исполнителем и художником Алексеем Хвостенко. Плодами этого сотрудничества при жизни Хвостенко явились четыре альбома студийных и живых записей; к его творческому наследию Леонид обращался и в дальнейшем. В 1993 году был записан альбом «Птица», наиболее известной песней с которого стала «Дорога» на текст Дмитрия Озерского.
В апреле 2007 года вышел первый за 11 лет студийный альбом «АукцЫона» — «Девушки поют». Он был записан в Нью-Йорке при участии Владимира Волкова, а также известных американских музыкантов, звёзд нью-йоркского андерграунда: Марка Рибо, Джона Медески, Фрэнка Лондона и Неда Ротенберга. В октябре 2011 года была представлена другая студийная работа группы — альбом «Юла».

### Начало сольной деятельности
В конце 1990-х, не прекращая работать и выступать в составе «АукцЫона», Леонид Фёдоров стал известен и как сольный исполнитель. Его акустический дебютный CD «Четыресполовинойтонны» увидел свет в 1997 году. Последовавшая затем активная работа совместно с прогрессивным этноджазовым проектом «Волковтрио» нашла отражение в записях, изданных на дисках «Зимы не будет» (2000) и «Анабэна» (2001). Постоянно расширяя круг творческих единомышленников и интересующих его музыкальных течений, Леонид Фёдоров активно экспериментировал — сотрудничал с такими разноплановыми артистами, как Владимир Волков, Владимир Мартынов, Татьяна Гринденко, а также ансамблем старинной музыки Opus Posth, хором русской духовной музыки «Сирин», Леонидом Сойбельманом и «Не ждали», Алексеем «Полковником» Хрыновым, «Краденым солнцем», «Ленинградом»; активно работал над музыкой для кино- и телефильмов; обращался в своём творчестве к русской поэзии двадцатых годов XX века, народной, классической и духовной музыке, авангардному джазу. В 2002 году он приступил к реализации ещё одного проекта, на сей раз совместно с известнейшим отечественным фолк-исполнителем Сергеем Старостиным и руководителем хора «Сирин» Андреем Котовым (позднее реализованного в программе пластинки Душеполезные песни на каждый день (2008)). Не единожды Леонид выступал и в качестве звукоинженера, музыкального продюсера записей других артистов (например, у группы «Ленинград», альбом «Пуля»).

### «Улитка Рекордз»
В конце 2000 года Леонид Фёдоров основал свой звукозаписывающий лейбл «Улитка Рекордз», на котором издавал как свои сольные работы, так и наиболее ему близкие и интересные записи. Эффектом обретённой таким образом независимости явилась возросшая в последующие годы продуктивность сольного творчества Леонида. Осенью 2003 года вышел его очередной сольный альбом «Лиловый день», собравший обширную прессу и вызвавший массу положительных отзывов как одна из наиболее самобытных и интересных новых работ на отечественной музыкальной сцене. Весной 2004 года увидели свет два новых диска в жанре музыкальной аудиокниги, подготовленных совместно с одним из ярчайших представителей русского культурного зарубежья Анри Волохонским — «Горы и реки» и «Джойс». В 2005—2006 годах вышли ещё три пластинки Леонида Фёдорова совместно с Владимиром Волковым: «Таял» (2005), называемый многими[кем?] лучшей отечественной пластинкой года, затем «Безондерс» (2005) на стихи «обэриута» Александра Введенского и «Красота» (2006) на тексты Артура Молева и Андрея Смурова.
29 декабря 2007 года в московском Центральном доме художника состоялась презентация нового диска Фёдорова и Волкова — «Романсы» на стихи Введенского и Хвостенко, а в середине ноября 2008 года была завершена работа над очередным альбомом дуэта — «Сноп снов», который был представлен публике 26 декабря 2008 года.
22 мая 2009 года начались продажи альбома «Волны», созданного вместе с Владимиром Волковым. В 2010 году вышло сразу два альбома: в марте — «Разинримилев», записанный в сотрудничестве с Владимиром Волковым, Марком Рибо и Джоном Медески на поэму Велимира Хлебникова, а в сентябре — «Wolfgang», записанный с Владимиром Волковым.
В 2012 году выходит новый сольный альбом Федорова — «Весна». Все песни в альбоме записаны на стихи поэта Александра Введенского, за исключением одной композиции — «Душа», — текст которой был написан Дмитрием Озерским. Многие песни из этого альбома прочно вошли в сольный концертный репертуар Леонида Фёдорова («Конь», «Весна», «Душа» и др.).
В 2013 году в свет выходят два альбома: первый — совместное творение Леонида Фёдорова и Владимира Волкова под названием «Если его нет». Этот альбом, по словам авторов, посвящен городу Санкт-Петербургу. Второй альбом — «Быть везде», вышедший осенью 2013 года, — новая коллаборация с израильской группой «Крузенштерн и пароход» и её лидером Игорем Крутоголовым. По словам Леонида Фёдорова, изначально почти все песни для альбома «Быть везде» он планировал записать с группой «АукцЫон». Презентация альбома состоялась в Москве, Санкт-Петербурге и Тель-Авиве. На некоторых концертах музыканты выступили в расширенном составе — к группе присоединился Дмитрий Озерский в качестве клавишника, Леонид Сойбельман в качестве гитариста и Руслан Гросс на духовых. Концерт в Санкт-Петербурге был записан и издан на DVD. В основу программы тех лет легли все песни из альбома «Быть везде» и несколько песен группы «АукцЫон».
В 2014 году выходит новый альбом Леонида Фёдорова и Владимира Волкова «Мотыльки», который представляет собой своеобразный эксперимент над текстом «Слова о полку Игореве»; впрочем, он включает в себя и песни на стихи Олега Гаркуши («Я не пример») и Дмитрия Озерского («Мотыльки», «Небо выпил»).
В 2015 году выходит альбом «Элегия», состоящий из песен прошлых лет, перезаписанных при участии Владимира Мартынова, Владимира Волкова, Татьяны Гринденко и музыкантов ансамбля «Opus Posth». В альбом вошли песни с ранних сольных альбомов Леонида Фёдорова и одна ранее не изданная песня, неоднократно звучавшая на сольных концертах, — «Последний дюйм» («Песня Бена»).
Также в 2015 году Леонид Фёдоров снова обращается к сотрудничеству с группой «Крузенштерн и пароход» и выпускает альбом «Взрыв цветов», куда вошли песни на стихи поэта Дмитрия Авалиани и одна песня на стихи Дмитрия Озерского. В этом же году выходит мини-альбом «В траве», так же представляющий собой коллаборацию Леонида Фёдорова с группой «Крузенштерн и пароход». Состоит он всего из двух композиций — «В траве» и «Взрыв цветов», записанных в студии в несколько ином виде, чем в альбоме «Взрыв цветов».
В 2016 году вышел альбом «Псалмы» совместно с Игорем Крутоголовым и группой «Крузенштерн и пароход». Альбом состоит из песен на тексты шести ветхозаветных псалмов, переведенных поэтом Анри Волохонским.
В 2018 году вновь вышел альбом в сотрудничестве с Игорем Крутоголовым — «Постоянство веселья и грязи», на стихи Даниила Хармса.
В 2019 году вышли сразу два альбома в сотрудничестве с Игорем Крутоголовым: первый — «Гимн чуме», включающий песни на стихи А. С. Пушкина, второй — «Из неба и воды», состоящий полностью из песен, написанных на тексты Дмитрия Озерского.
В 2020 году Леонид Фёдоров открыл свой YouTube-канал, где, помимо старых и редких записей — как своих, так и с группой АукцЫон, — начал выкладывать новые видеоклипы к песням для альбома на стихи Уильяма Блейка в переводе Александра Дельфинова и Андрея Смурова.
16 декабря 2021 года вышел альбом Леонида Фёдорова на стихи Дмитрия Озерского «Последний друг».
15 декабря 2022 года был выпущен альбом «Любовь», в который вошли 10 музыкальных композиций на стихи Дмитрия Озерского и Уильяма Блейка.
10 мая 2023 года вышел альбом «Письма Б. В.», включающий, помимо двух традиционных музыкальных композиций, восемь мелодекламаций писем, адресованных Борисом Викторовым — пасынком поэта Александра Введенского — Леониду Фёдорову.
8 декабря 2023 года вышел мини-альбом «Второй человек», состоящий из одной 11-минутной композиции на пять разных текстов Дмитрия Озерского.
1 июня 2024 года был выпущен альбом «Мир» из 8 треков на стихи Дмитрия Озерского.

### Документальные фильмы
Весной 2016 года состоялась премьера periscope-фильма «Жилец вершин. Божественная комедия», снятого режиссёром Игорем Волошиным. Фильм представляет собой некое роуд-муви о неторопливом путешествии Леонида Фёдорова по Тоскане, перемежающееся с разговорами о его творчестве и жизни. «Это кино о той стороне личности Федорова, которую почти никто не знает», — так характеризует свой фильм сам режиссёр, Игорь Волошин. «Жилец вершин. Божественная комедия» был выложен в свободный доступ для просмотра почти на всех Интернет-порталах.
2 июня 2016 года в свет выходит документальный фильм «ЛеФ» режиссёра Дмитрия Лавриненко, рассказывающий о Леониде Фёдорове и его музыкальном сотрудничестве с В. Волковым, И. Крутоголовым, В. Мартыновым, Т. Гринденко и многими другими. В отличие от первого фильма о группе «АукцЫон» («Ещё», реж. Д. Лавриненко), фильм «ЛеФ» в широкий прокат не выходил — он был показан лишь на кинофестивале «Beat Film Festival» в Москве, в киноцентре «Родина» в Санкт-Петербурге, а также в некоторых городах Украины. В сети Интернет доступны лишь некоторые его фрагменты и концертные записи сольных выступлений, которые по тем или иным причинам не вошли в фильм (среди них клип на песню «Заведующий»).

## Дискография
- Четыресполовинойтонны (1997)
- Анабэна (2001)
- Лиловый день (2003)
- Весна (2012)
- Псалмы (2016)
- Последний друг (2021)
- Любовь (2022)
- Письма Б. В. (2023)
- Второй человек (2023)
- Мир (2024)[8]

### Совместно сАнри Волохонским
- Горы и реки (2004) — Волохонский, Фёдоров, Озерский, Волошин
- Джойс (2004) — Волохонский, Фёдоров, Волков

### Совместно сВладимиром Волковым
- Зимы не будет (15 мая 2000) — Фёдоров, Волков, Курашов
- Таял (2 апреля 2005)
- Безондерс (24 декабря 2005)
- Красота (22 декабря 2006)
- Романсы (28 декабря 2007)
- Сноп снов (26 декабря 2008) — Волохонский, Хвостенко, Фёдоров, Волков
- Волны (22 мая 2009)
- Разинримилев (11 марта 2010) — Фёдоров, Волков, Медески, Рибо, Смит
- Wolfgang (17 сентября 2010)
- Если Его Нет (29 марта 2013)
- Мотыльки (26 сентября 2014)
- Элегия (3 апреля 2015) — Леонид Фёдоров, Владимир Мартынов, Владимир Волков, Татьяна Гринденко, ансамбль «Opus Posth»
- Гроза (15 апреля 2016)

### Совместно сВладимиром Волковым,Сергеем СтаростинымиАндреем Котовым
- Душеполезные песни на каждый день (2008)

### Совместно сИгорем Крутоголовым(«Фёдоров и Крузенштерн»)
- Быть везде (2013)
- Взрыв цветов (2015)[9]
- В траве (2015)
- Постоянство веселья и грязи (2018)
- Гимн чуме (2019)[10][11]
- Из неба и воды (2019)
- Блэйк (2020)
- Ашера (2023)
- Леопард (2024)
- В солнечном блеске (2025)

### Саундтреки
- Я тоже хочу (2012)

## Инструменты
В составе «АукцЫона» Фёдоров неизменно использует электрогитару Fender Jaguar расцветки olympic white, выпущенную в 1966 году и приобретенную им в 1989 во время гастролей в Париже. В одном из интервью музыкант говорил о своей многолетней приверженности инструменту, отмечая, что «со временем такие вещи становятся только лучше».

## Кинематограф
Режиссёр Алексей Балабанов утвердил Леонида Фёдорова на главную роль музыканта в своём последнем фильме «Я тоже хочу» (2012). Но обстоятельства не сложились, и Леонид сниматься не смог. Буквально за несколько дней до съёмок Балабанов пригласил на роль другого участника группы «АукцЫон», Олега Гаркушу. Однако Фёдоров стал композитором фильма, и саундтрек кинокартины полностью составили песни как из его сольного репертуара, так и из репертуара группы «АукцЫон».
Неоднократно снимался у кинорежиссёра Ильи Хржановского, с которым его связывает многолетняя дружба. В 2004 году сыграл в эпизоде фильма «4». Позднее принял участие в проекте Хржановского «Дау», для которого написал несколько музыкальных композиций. В одном из фильмов проекта Фёдоров и его постоянный партнёр Владимир Волков предстали в качестве музыкантов на балу.
9 августа 2023 года состоялась премьера фильма-балета «Ашера» режиссёра Анны Озерской, музыку к которому на стихи Михаила Короля Фёдоров написал совместно с Игорем Крутоголовым. В основе фильма — одноимённый альбом Фёдорова и Крутоголова, записанный в 2020 году.

## Личная жизнь
В конце 1980-х годов, после знакомства с Алексеем Хвостенко, Леонид Фёдоров принял крещение и с тех пор исповедует православную веру: «Точно могу сказать, что настоящую радость человеку может дать только вера. Никакие достижения, никакие путешествия, новые впечатления, новые знакомства — ничего не дает такой радости, смысла, полноты жизни».
Женат. От первого брака две дочери — Ксения (участница группы «КУБИКМАГГИ») и Валентина. Вторая жена — Лидия Фёдорова (Лидия Бенцианова) — второй директор группы «АукцЫон».